# Lijst van nummer 1-hits in Italië in 1996
Deze hits stonden in 1996 op nummer 1 in de Hit Parade Italia, de bekendste hitlijst in Italië.
| Datum        | Artiest                     | Titel                    |
| ------------ | --------------------------- | ------------------------ |
| 6 januari    | Coolio & LV                 | Gangsta's paradise       |
| 13 januari   | Coolio & LV                 | Gangsta's paradise       |
| 20 januari   | Coolio & LV                 | Gangsta's paradise       |
| 27 januari   | Coolio & LV                 | Gangsta's paradise       |
| 3 februari   | Coolio & LV                 | Gangsta's paradise       |
| 10 februari  | Coolio & LV                 | Gangsta's paradise       |
| 17 februari  | Robert Miles                | Children                 |
| 24 februari  | Robert Miles                | Children                 |
| 2 maart      | Robert Miles                | Children                 |
| 9 maart      | Robert Miles                | Children                 |
| 16 maart     | Robert Miles                | Children                 |
| 23 maart     | Take That                   | How deep is your love    |
| 30 maart     | Elio e le Storie Tese       | La terra dei cachi       |
| 6 april      | Elio e le Storie Tese       | La terra dei cachi       |
| 13 april     | Robert Miles                | Children                 |
| 20 april     | Michael Jackson             | They don't care about us |
| 27 april     | Eros Ramazzotti             | Più bella cosa           |
| 4 mei        | 2Pac & Dr. Dre              | California love          |
| 11 mei       | George Michael              | Fastlove                 |
| 18 mei       | George Michael              | Fastlove                 |
| 25 mei       | Lovin' Joy                  | Don't stop movin'        |
| 1 juni       | Lovin' Joy                  | Don't stop movin'        |
| 8 juni       | Alexia                      | Summer is crazy          |
| 15 juni      | Robert Miles                | Fable                    |
| 22 juni      | Robert Miles                | Fable                    |
| 29 juni      | Robert Miles                | Fable                    |
| 6 juli       | Robert Miles                | Fable                    |
| 13 juli      | Alexia                      | Summer is crazy          |
| 20 juli      | Alexia                      | Summer is crazy          |
| 27 juli      | Fugees                      | Killing me softly        |
| 3 augustus   | Fugees                      | Killing me softly        |
| 10 augustus  | Fugees                      | Killing me softly        |
| 17 augustus  | Robert Miles                | Fable                    |
| 24 augustus  | Fugees                      | Killing me softly        |
| 31 augustus  | Fugees                      | Killing me softly        |
| 7 september  | Fugees                      | Killing me softly        |
| 14 september | Jamiroquai                  | Virtual insanity         |
| 21 september | Regina                      | Killing me softly        |
| 28 september | Regina                      | Killing me softly        |
| 5 oktober    | Tori Amos                   | Professional widow       |
| 12 oktober   | Michael Jackson             | Stranger in Moscow       |
| 19 oktober   | Underworld                  | Born slippy              |
| 26 oktober   | Underworld                  | Born slippy              |
| 2 november   | Underworld                  | Born slippy              |
| 9 november   | Underworld                  | Born slippy              |
| 16 november  | Underworld                  | Born slippy              |
| 23 november  | Robert Miles & Maria Nayler | One and one              |
| 30 november  | Robert Miles & Maria Nayler | One and one              |
| 7 december   | Robert Miles & Maria Nayler | One and one              |
| 14 december  | Robert Miles & Maria Nayler | One and one              |
| 21 december  | Robert Miles & Maria Nayler | One and one              |
| 28 december  | Robert Miles & Maria Nayler | One and one              |